# TV 아사히 화요일 9시 드라마
TV 아사히 화요일 9시 연속극은 1959년 10월부터 1960년 4월, 1962년 10월부터 1963년 10월부터 1983년 4월, 1985년 4월부터 1987년 2월 및 2022년 10월부터 TV 아사히 및 계열 방송사에서 매주 화요일 21시대 JST에 방송되고 있거나 할 예정인 텔레비전 드라마 범위이다.
 또한 1991년 10월부터 1993년 3월에 방송되는 TV 아사히 계열의 화요일 밤 9시 TV 드라마 틀에 대해서는 아사히 방송 제작 화요일 9시 연속극를 참조할 것.

## 개요
초기에는 장르가 정해지지 않았지만 3기에는 사극과 해외 작품을, 4기에는 현대극을 중심으로 방영했다.
제2기 종료 후인 1987년 4월부터 해당 틀은 아사히 방송 제작 버라이어티 프로그램이 되어도 1988년 4월부터는 20시부터 단발 특집 프로그램이 되었다. 그 후 1991년 10월부터는 아사히 방송 제작의 드라마 틀이 되었으나 1993년 3월에 종영, 이후는 오랜 세월 버라이어티 프로그램 틀이 되었다. 제작국은 <런던하츠> 방송 시(2001년 10월부터 2016년 3월)를 제외하고 아사히 방송 제작이었다.
오는 2022년 10월부터 지금까지 방송하던 목요 20시대 '목요 미스터리'가 이동되는 형태로 3기가 시작된다. 장르는 미스터리뿐 아니라 코미디와 러브스토리 등 폭넓은 작품이 라인업될 예정이다. 프라임 타임에 연속 드라마 틀이 신설되는 것은 TV 아사히 계열에서는 16년만이 되는 셈이다. 민영 방송국 중에서는 후지TV 계열 간사이TV 제작의 화9 이후 1년만에 부활하게 된다.

## 편성 정보
2022년 10월부터.
| 방송대상지역         | 방송국                      | 계열           | 방송시각             | 비고      |
| -------------------- | --------------------------- | -------------- | -------------------- | --------- |
| 간토 광역권          | TV 아사히（EX）             | TV 아사히 계열 | 화요일 21:00 - 21:54 | 제작국    |
| 홋카이도             | 홋카이도 TV 방송（HTB）     | TV 아사히 계열 | 화요일 21:00 - 21:54 | 동시 편성 |
| 아오모리현           | 아오모리 아사히 방송（ABA） | TV 아사히 계열 | 화요일 21:00 - 21:54 | 동시 편성 |
| 이와테현             | 이와테 아사히 TV（IAT）     | TV 아사히 계열 | 화요일 21:00 - 21:54 | 동시 편성 |
| 아키타현             | 아키타 아사히 방송（AAB）   | TV 아사히 계열 | 화요일 21:00 - 21:54 | 동시 편성 |
| 미야기현             | 히가시닛폰 방송（KHB）      | TV 아사히 계열 | 화요일 21:00 - 21:54 | 동시 편성 |
| 야마가타현           | 야마가타 TV（YTS）          | TV 아사히 계열 | 화요일 21:00 - 21:54 | 동시 편성 |
| 후쿠시마현           | 후쿠시마 방송（KFB）        | TV 아사히 계열 | 화요일 21:00 - 21:54 | 동시 편성 |
| 니가타현             | 니가타 TV21（UX）           | TV 아사히 계열 | 화요일 21:00 - 21:54 | 동시 편성 |
| 나가노현             | 나가노 아사히 방송（abn）   | TV 아사히 계열 | 화요일 21:00 - 21:54 | 동시 편성 |
| 시즈오카현           | 시즈오카 아사히 TV（SATV）  | TV 아사히 계열 | 화요일 21:00 - 21:54 | 동시 편성 |
| 이시카와현           | 호쿠리쿠 아사히 방송（HAB） | TV 아사히 계열 | 화요일 21:00 - 21:54 | 동시 편성 |
| 주쿄광역권           | 나고야 TV 방송（NBN）       | TV 아사히 계열 | 화요일 21:00 - 21:54 | 동시 편성 |
| 긴키 광역권          | 아사히 TV 방송（ABC）       | TV 아사히 계열 | 화요일 21:00 - 21:54 | 동시 편성 |
| 히로시마현           | 히로시마 홈 TV（HOME）      | TV 아사히 계열 | 화요일 21:00 - 21:54 | 동시 편성 |
| 야마구치현           | 야마구치 아사히 방송（yab） | TV 아사히 계열 | 화요일 21:00 - 21:54 | 동시 편성 |
| 가가와현・오카야마현 | 세토나이카이 방송（KSB）    | TV 아사히 계열 | 화요일 21:00 - 21:54 | 동시 편성 |
| 에히메현             | 에히메 아사히 TV（eat）     | TV 아사히 계열 | 화요일 21:00 - 21:54 | 동시 편성 |
| 후쿠오카현           | 큐슈 아사히 방송（KBC）     | TV 아사히 계열 | 화요일 21:00 - 21:54 | 동시 편성 |
| 나가사키현           | 나가사키 문화방송（NCC）    | TV 아사히 계열 | 화요일 21:00 - 21:54 | 동시 편성 |
| 구마모토현           | 구마모토 아사히 방송（KAB） | TV 아사히 계열 | 화요일 21:00 - 21:54 | 동시 편성 |
| 오이타현             | 오이타 아사히 방송（OAB）   | TV 아사히 계열 | 화요일 21:00 - 21:54 | 동시 편성 |
| 가고시마현           | 가고시마 방송（KKB）        | TV 아사히 계열 | 화요일 21:00 - 21:54 | 동시 편성 |
| 오키나와현           | 류큐 아사히 방송（QAB）     | TV 아사히 계열 | 화요일 21:00 - 21:54 | 동시 편성 |

## 같이 보기
- TV 아사히
- 올 닛폰 뉴스 네트워크
- TV 아사히 수요일 21시 형사 드라마
- TV 아사히 목요일 밤 9시 드라마
- 금요 나이트 드라마
- 목요 미스터리